# Chirotica terebrator
Chirotica terebrator là một loài tò vò trong họ Ichneumonidae.